# Мугеда
Мугеда (швед. Moheda) — населений пункт на півдні Швеції, що входить до складу комуни Альвеста (лен Крунуберг). Населення містечка становить 1 824 мешканці (2010), площа поселення — 2,26 км².

## Основні відомості
Вперше у документах Мугеда згадується 6 травня 1334 року як «Moadhe». До комуни Альвеста містечко було віднесено у 1971 році.
У Мугеді було розміщено центральні паливні склади армії. 23 липня 1958 року внаслідок вибуху, що став причиною трьох смертей, у районі міста відбулося серйозне забруднення нафтою та газом.
У містечку розташована церква, заснована приблизно у 1100 році, що робить її однією з найстаріших у єпархії Векше.
В Мугеді є власна команда з бенді — «Мугеда ІБК» та два футбольних клуби — «Мугеда ІФ» (заснований 1908 року) та ФК «Мугеда» (заснований 2012 року). Крім того у місті функціонує гімнастичне товариство «Мугеда ГФ».

## Населення
Населення становить 1 824 чоловіки (станом на 31 грудня 2010 року).
| Кількість населення Мугеди за 1960-2010 роки | Кількість населення Мугеди за 1960-2010 роки | Кількість населення Мугеди за 1960-2010 роки | Кількість населення Мугеди за 1960-2010 роки | Кількість населення Мугеди за 1960-2010 роки |
| -------------------------------------------- | -------------------------------------------- | -------------------------------------------- | -------------------------------------------- | -------------------------------------------- |
| Рік                                          |                                              |                                              | Населення                                    |                                              |
| 1960                                         | 1960                                         |                                              | 982                                          | 982                                          |
| 1965                                         | 1965                                         |                                              | 1 069                                        | 1 069                                        |
| 1970                                         | 1970                                         |                                              | 1 344                                        | 1 344                                        |
| 1975                                         | 1975                                         |                                              | 1 624                                        | 1 624                                        |
| 1980                                         | 1980                                         |                                              | 1 957                                        | 1 957                                        |
| 1990                                         | 1990                                         |                                              | 2 046                                        | 2 046                                        |
| 1995                                         | 1995                                         |                                              | 1 995                                        | 1 995                                        |
| 2000                                         | 2000                                         |                                              | 1 894                                        | 1 894                                        |
| 2005                                         | 2005                                         |                                              | 1 852                                        | 1 852                                        |
| 2010                                         | 2010                                         |                                              | 1 824                                        | 1 824                                        |
| Джерело: SCB                                 |                                              |                                              |                                              |                                              |

## Уродженці містечка
- Свен Никвіст (1922–2006) — шведський кінооператор та режисер, володар двох «Оскарів».
- Торстен Гегерстранд (1916–2004) — шведський географ, автор теорії просторової дифузії інновацій.